# Leissigen
Leissigen je obec v kantonu Bern, v okrese Interlaken-Oberhasli. Žije zde  obyvatel.

## Geografie
Leissigen se nachází v pohoří Berner Oberland u Thunského jezera. Sousedními obcemi ve směru hodinových ručiček od východu jsou Därligen, Saxeten, Aeschi bei Spiez a Krattigen. Jižní hranici obce tvoří vrch Morgenberghorn (2249 m n. m.).

## Historie

Letecký pohled (1956)

V roce 1285 se obec jmenovala Lensengne a v roce 1290 Lenxingen. Osada je však pravděpodobně mnohem starší. Na Brunialpu byla nalezena kamenná sekera a v obci bylo nalezeno několik dýk a bronzových mečů.
Ve středověku patřila obec k panství Unspunnen. Poté ji zdědili baroni z Weissenburgu a nakonec přešla v roce 1334 do vlastnictví opatství Interlaken. Po sekularizaci v roce 1528 se Leissigen dostal pod bernskou nadvládu.

## Obyvatelstvo
| Rok            | 1850 | 1880 | 1900 | 1930 | 1950 | 1980 | 1990 | 2000 | 2010 | 2019 | 2023 |
| Počet obyvatel | 416  | 440  | 481  | 601  | 625  | 663  | 884  | 898  | 937  | 1148 | 1222 |

## Doprava
Leissigen má železniční stanici na trati Bern – Thun – Interlaken. Trať provozuje společnost BLS AG. Od roku 2020 už v Därligenu žádné vlaky nezastavují. Obec je obsluhována autobusovou linkou mezi Interlakenem a Spiezem v hodinovém taktu a má přístup k dálnici A8.